# Wahlbergøya
Wahlbergøya er den næststørste ø i Vaigattøyane (no), en øgruppe beliggende i Hinlopenstrædet på Svalbard.
Den omtrent trekantede og ubeboede ø er omkring 13 km lang fra dens nordvestlige kappe Ryggneset til dens sydøstlige kappe Jäderinneset. Den har et areal på 46 km² og det højeste punkt er 194 m. Den sydvestlige kappe hedder Ardneset. Efter Wahlbergøya er de største øer i Vaigattøyane Von Otterøya i sydøst og Nyströmøya i nordvest.
Wahlbergøya er en polarørken med meget sparsom vegetation. Omkring 4 % af området består af gletchere. Der er flere små søer.
Øen er opkaldt efter botanikeren Peter Fredrik Wahlberg (1800–1877), som var sekretær for det Kungliga Vetenskapsakademien fra 1848 til 1866.
Siden 1973 har Wahlbergøya været en del af Nordaust-Svalbard naturreservat.